# Mińsk Północny
Mińsk Północny (biał. Мінск-Паўночны) – stacja kolejowa w Mińsku, na Białorusi, w Brzeskim Oddziale Kolei białoruskich. 

## Historia
Obecnie zatrzymują się tu pociągi regionalne w klasie ekonomicznej i pociągi kolei miejskiej. 5 listopada 2011 otwarto przebudowaną stację. Zbudowano dwa perony dla pociągów regionalnych i miejskich. Perony poprzez tunel, połączone są w ze stacją metra "Maładziożnaja".
Mińsk-Północny jest także stacją postojową.